# Plaza de toros de Priego de Córdoba
La plaza de toros de Priego de Córdoba es un coso taurino conocido como "Las Canteras" que fue construido en 1892, con una capacidad para 7000 espectadores y que presenta la peculiaridad de estar excavada en tosco (roca).

## Historia
La plaza de toros fue inaugurada oficialmente el 17 de agosto de 1892 por los toreros Lagartijo y Torerito, con ganado de Eduardo Miura, aunque la primera corrida de toros en la plaza se produjo el 7 de agosto por el diestro Rafael Guerra "Guerrita" con la plaza aún sin terminar.
Con motivo del centenario de su construcción, el 8 de agosto de 1992 se celebró una Corrida de toros conmemorativa en la que participaron los diestros "El Litri", Julio Aparicio y Finito de Córdoba.
Encontrándose cerrado al acceso público desde abril de 2002 debido al ruinoso estado de las instalaciones, se iniciaron remodelaciones tras haber recibido una subvención de la Junta de Andalucía en 2007.
El 20 de marzo de 2011 se produjo la reinauguración, tras las obras cometidas para la restauración de la misma, donde se lidiaron reses de la ganadería de José Ortega Cano de "La Yerbabuena", para una terna compuesta por los espadas Francisco Rivera Ordóñez (Paquirri), David Fandila Marín (El Fandi) y el torero local Curro Jiménez.

## Corridas célebres y destacables
- En homenaje a Niceto Alcalá Zamora el 2 de septiembre de 1932, con los diestros Marcial Lalanda, Manuel Bienvenida y Domingo Ortega.
- Reinauguración del coso para volver a permitir el acceso público, con la actuación del torero local Curro Jiménez, el 20 de marzo de 2011.